# Cartel nomenclador

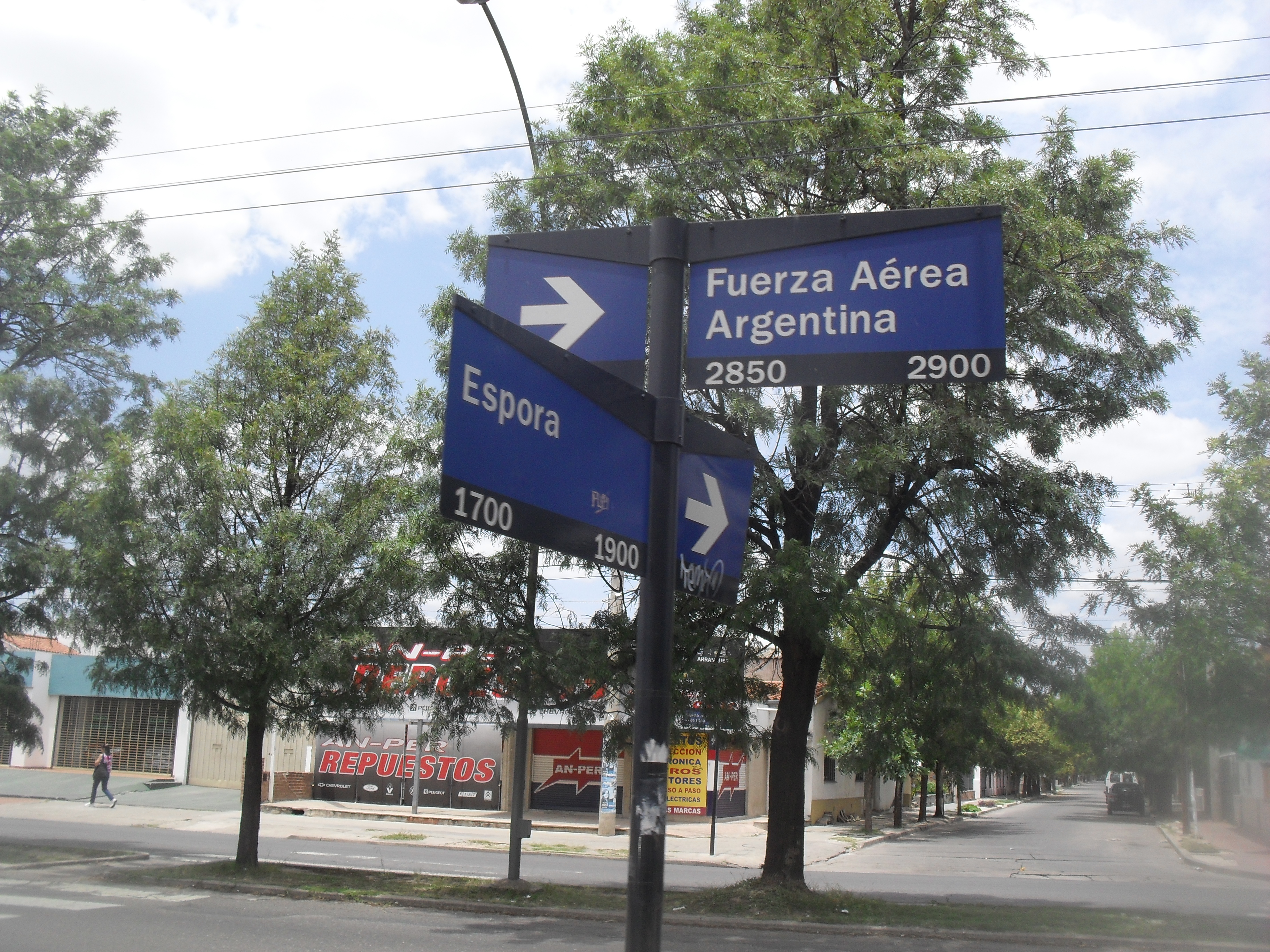
Cartel nomenclador en una esquina de la ciudad argentina de Córdoba.

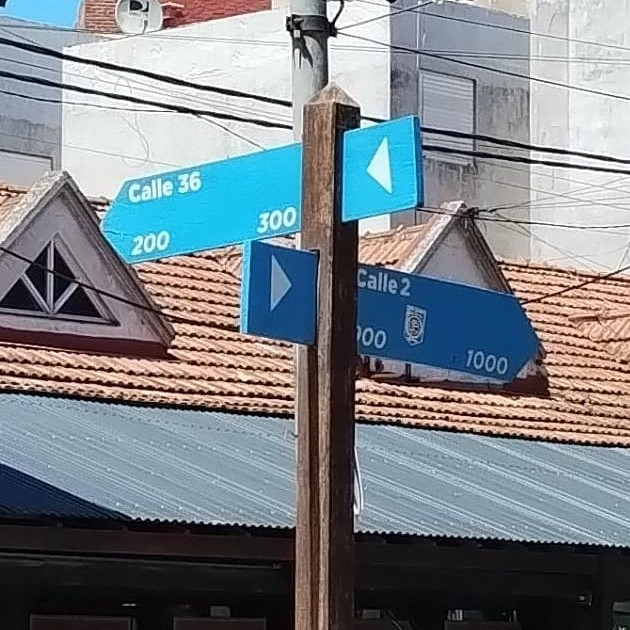
Cartel nomenclador de la esquina de las calles 2 y 36 en Santa Teresita (Buenos Aires)

Se le denomina cartel nomenclador a la señal de tránsito vertical que tiene como destino informar a los automovilistas y peatones sobre el nombre que recibe la arteria que circula, la dirección de circulación de los vehículos y la numeración catastral que tiene el sector por el que se transita. También se suelen utilizar con fines de señalizar el nombre de una estación ferroviaria o de un pueblo, localidad o ciudad.
Su estructura se encuentra sobre un poste metálico, en la gran mayoría de los casos, al igual que las pantallas con la información que dicho poste porta. En algunas ciudades, donde el turismo suele ser la principal fuente de trabajo, se los suelen hacer de manera más artesanal: sus postes y pantallas de información se suelen encontrar tallados en madera.

## Modelo de cartel (Argentina)
- Datos: Q5753893